# Pauline van Aken
Pauline Emilie van Aken (Laren, 31 juli 1967) is een Nederlands presentatrice, spreekster, voice-over en schrijfster.

## Opleiding
Van Aken rondde in 1992 de hbo-opleiding Logopedie en Akoepedie af aan de Hogeschool van Amsterdam. Ze specialiseerde zich op het gebied van presentatie, communicatie en stem, en begon te werken als docent en trainer voor de Kleinkunstacademie.

## Carrière
In 1993 begon ze als presentatrice voor lokale televisie en kort daarna deed ze de presentatie voor de televisieprogramma's TV Plus en KinderKafé van Han Peekel, en in 1996 voor het AT5 Nieuws. In 1997 stapte Van Aken over naar SBS6 en in de jaren die volgden was ze de presentator van Hart van Nederland, Actienieuws, Start op 6 en Vakantie Journaal, en voor Kindernet Guppie.
In 1997 werd Van Aken de vaste stem van Kindernet en sinds 2002 van Nick Jr.. Sinds 1998 werkt ze als presentatie- en communicatietrainer voor de media en het bedrijfsleven.
Van Aken publiceerde drie boeken over het onderwerp presenteren.